# Chery Fulwin
Chery Fulwin (кит.: 奇瑞风云; піньїнь: Qíruì Fēngyún) — лінійка продуктів компанії Chery, створена в листопаді 2023 року для продажу гібридних автомобілів, які підключаються до електромережі. Більшість автомобілів Fulwin базуються на бензинових автомобілях Chery з додатковою гібридною системою, що підключається до електромережі, яка продається як Kunpeng Super Performance Electric Hybrid C-DM. Автомобілі Chery Fulwin поширюються через окрему дилерську мережу.
Продукти Chery Fulwin будуть розділені на три серії: A, T і M, що представляють категорії седана, кросовера і мінівена відповідно. Також плануються електромобілі збільшеного радіусу дії та батарейні електромобілі.  Його перша модель, седан Fulwin A8, стала доступна для передзамовлення в грудні 2023 року.
Назва Fulwin/Fengyun була назвою моделі, яку використовувала Chery кілька разів у минулому, починаючи з седана Fengyun у 1999 році.

#### Продукти

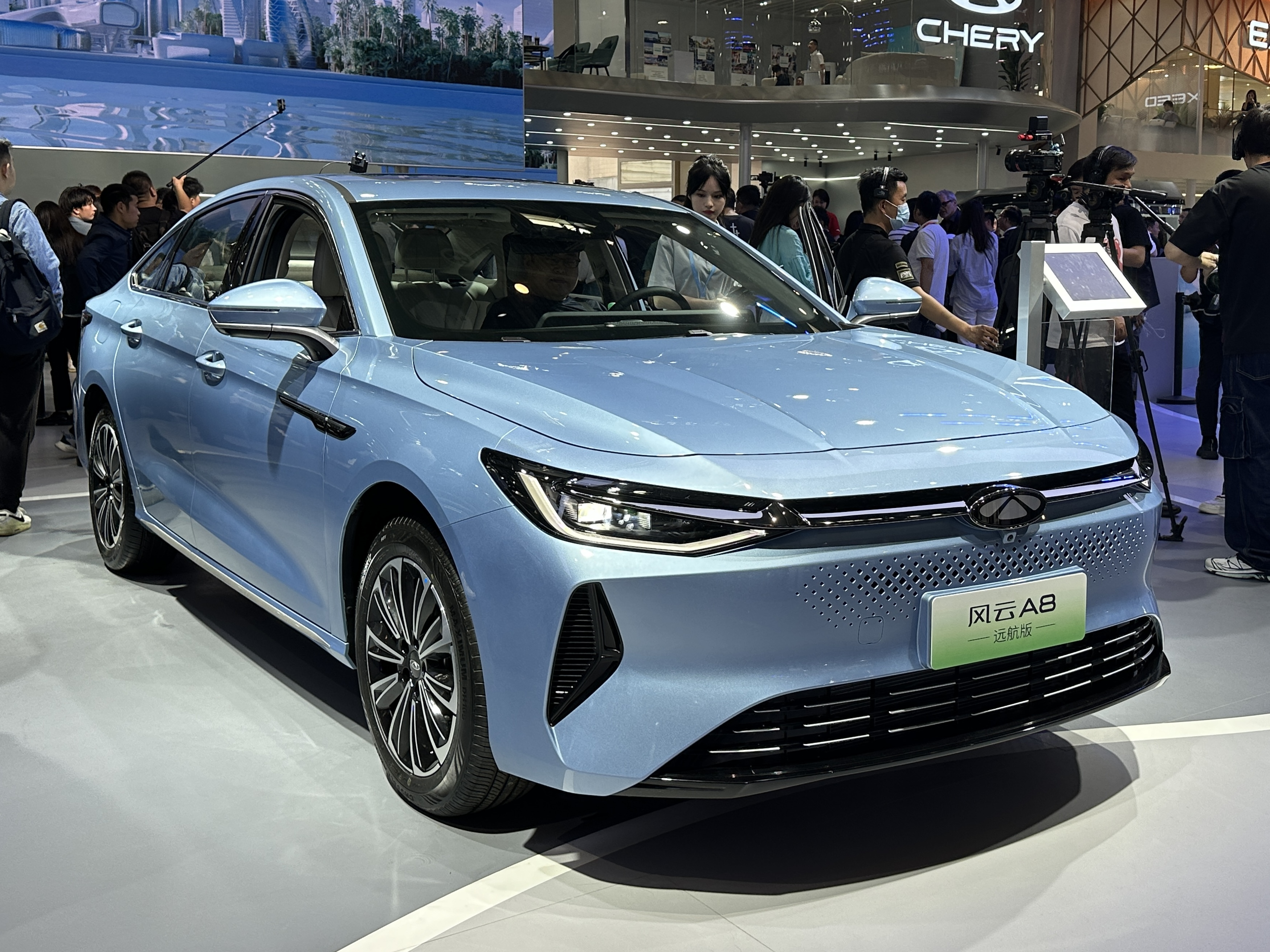
Chery Fulwin A9L (2025–дотепер), середньорозмірний седан PHEV
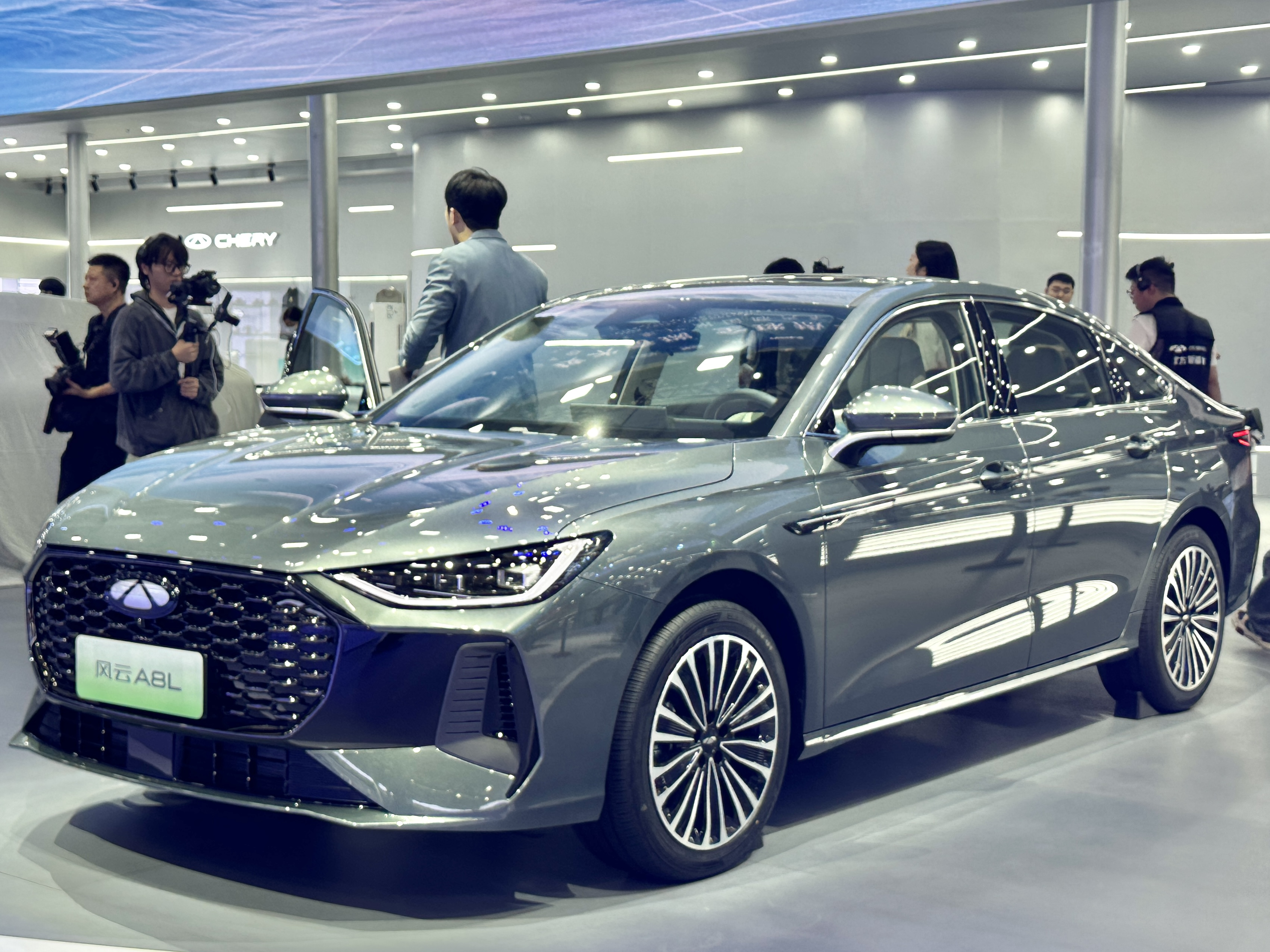
Chery Fulwin A8/A8 L (2024–дотепер), варіант PHEV Arrizo 8
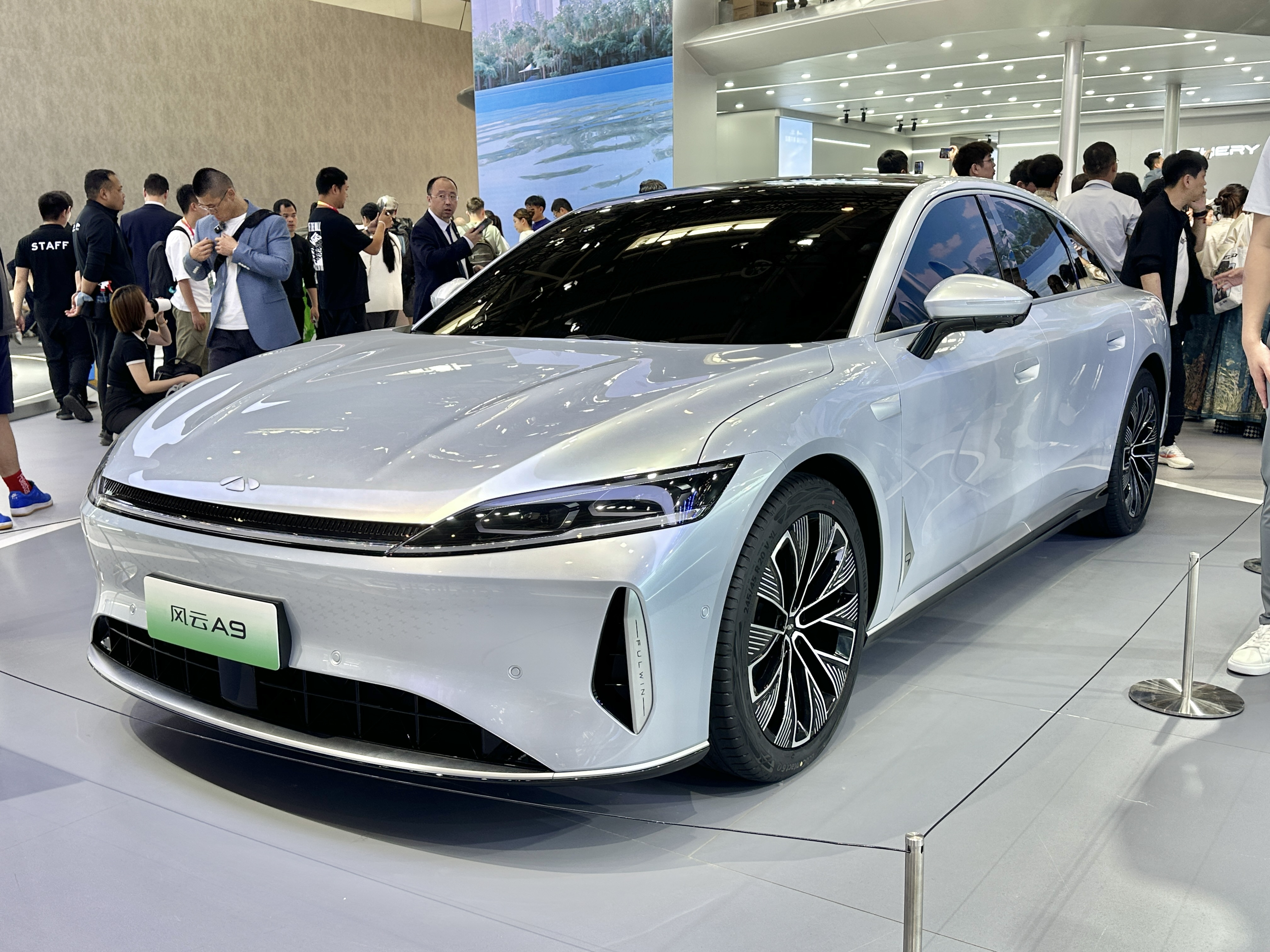
Chery Fulwin T11 (майбутній), позашляховик середнього розміру PHEV
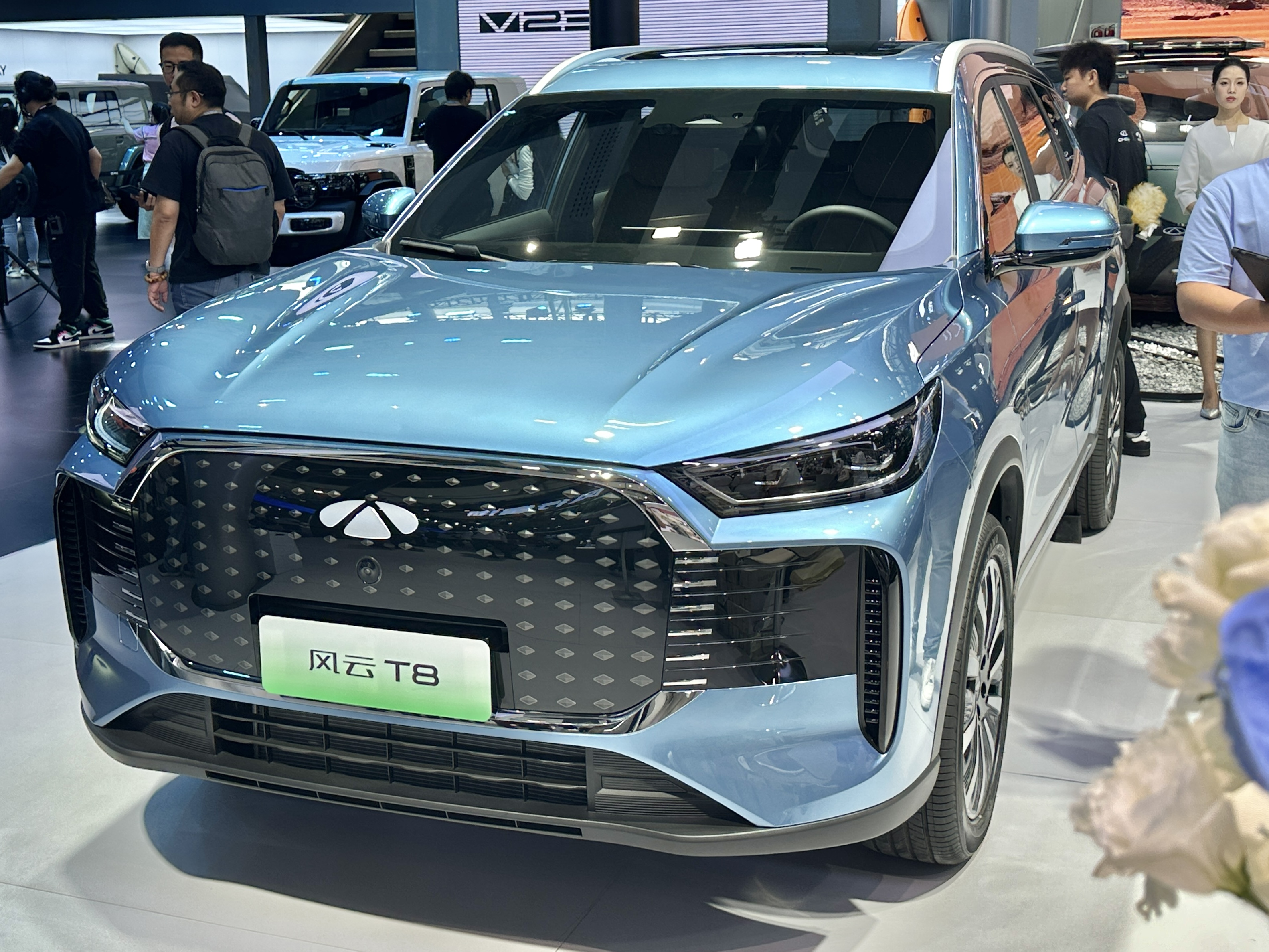
Chery Fulwin T10 (2024–дотепер), варіант Tiggo 9 PHEV
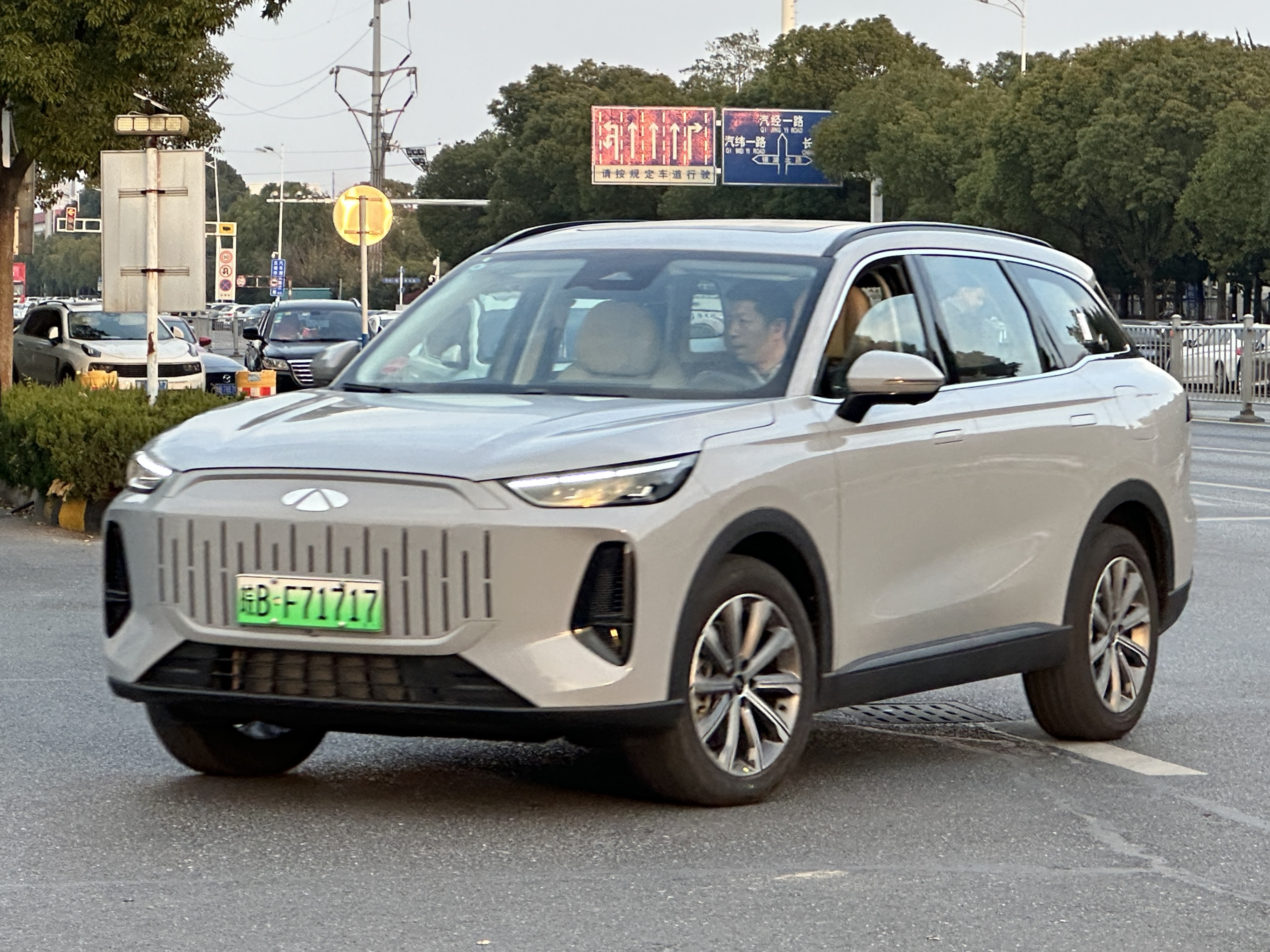
Chery Fulwin T9 (2024–дотепер), PHEV варіант Tiggo 8 L
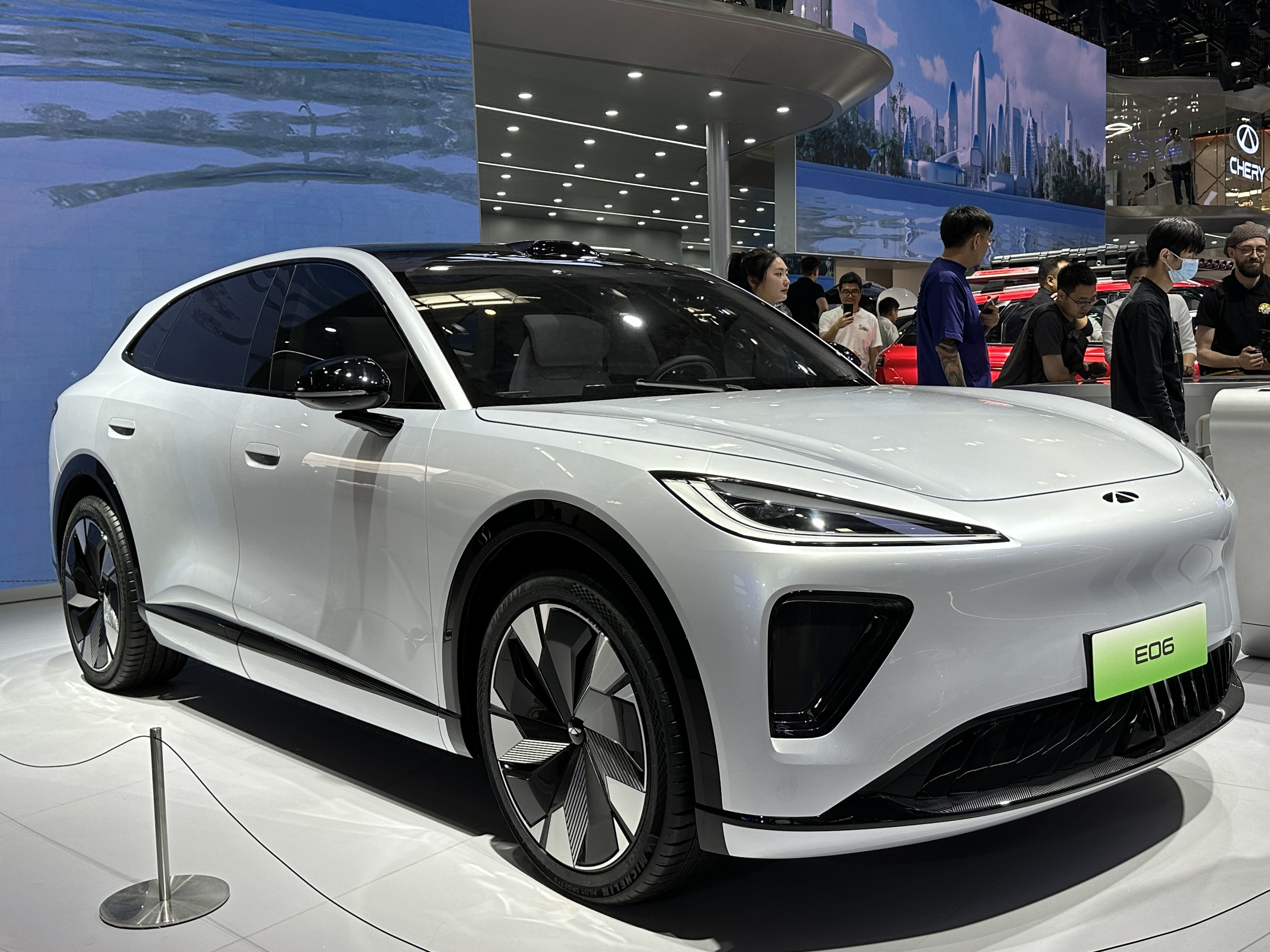
Chery Fulwin T8 (майбутній), PHEV варіант Tiggo 8
- Chery Fulwin T6 (2024–дотепер), варіант PHEV Tansuo 06
- Chery Fulwin E05 (майбутній), електричний седан
- Chery Fulwin E06 (майбутній), електричний кросовер  - Fulwin A8
  - Fulwin A8 L
  - Fulwin A9
  - Fulwin T8
  - Fulwin T9
  - Fulwin E06